# Центральноамериканський спільний ринок
Центральноамериканський спільний ринок — торгово-економічний союз країн Центральної Америки.

## Історія створення
Угода про створення спільного ринку Гватемали, Сальвадору, Гондурасу і Нікарагуа  укладено 13 грудня 1960 на конференції в Манагуа. Угода була ратифікована і почала діяти в 1961 році. У 1963 році до угоди приєдналася Коста-Рика.
Організація розпалася в 1969 році через Футбольну війну між Гондурасом і Сальвадором, але була відновлена в 1991 році.